# Ак-Бура (футбольный клуб)
«Ак-Бура» («Ак-Буура») — ныне не существующий киргизский футбольный клуб из Оша. В 2006 году выступал в Высшей лиге Кыргызстана.

## История
Основан не позднее 2005 года. Назван в честь реки Ак-Буура, протекающей в Оше.
В 2005 году выступал в Южной зоне Первой лиги Кыргызстана, где за несколько туров до финиша шёл на 2-м месте. В Кубке Кыргызстана вылетел в первом раунде (1/32 финала).
В 2006 году был включён в число участников Высшей лиги в Южной зоне, где стал вторым клубом из Оша после «Алая». По итогам предварительного этапа занял 4-е место среди 6 команд и не смог отобраться в финальный турнир.
В 10 матчах клуб одержал 3 победы, 1 матч сыграл вничью и 6 проиграл. Лучшим бомбардиром в Высшей лиге стал узбекский легионер Илхом Мусаев (5 голов). В Кубке Кыргызстана вышел в 1/4 финала, где уступил «Жаштык-Ак-Алтыну» (1:4, 0:5).
В 2007 году «Ак-Бура» снова стала четвертьфиналистом национального Кубка, в 1/4 финала уступив «Алаю» (1:5, 2:6). О выступлениях в чемпионате в этом сезоне сведений нет (вероятно, он играл в Южной зоне Первой лиги[уточнить]).
В 2008 году победил в турнире Южной зоны Первой лиги, а в Кубке страны остановился на стадии 1/8 финала. О дальнейшем существовании клуба сведений нет.

## Известные игроки
- Азамат Байматов[2]
- Немат Кошоков

## Тренеры
- Владимир Власичев